# Château d'Almourol
Le château d'Almourol (portugais : Castelo de Almourol), érigé en 1171 par Gualdim Pais, maître de la province du Portugal (Templiers), se trouve sur une petite île rocheuse au milieu du Tage à Praia do Ribatejo (pt), Vila Nova da Barquinha, Portugal. Il a servi de forteresse aux chevaliers de l'ordre du Temple pendant la Reconquista.

## Origine
La première occupation du site est ancienne. Les premiers Lusitaniens en auraient déjà fait une place forte à l'époque et ce site a été occupé depuis la Rome antique jusqu'à la fin du Moyen Âge. Il est certain que lorsque les troupes portugaises sont arrivées sur les lieux, le château existait déjà et était alors appelé Almorolan.

## Le château et les chevaliers templiers

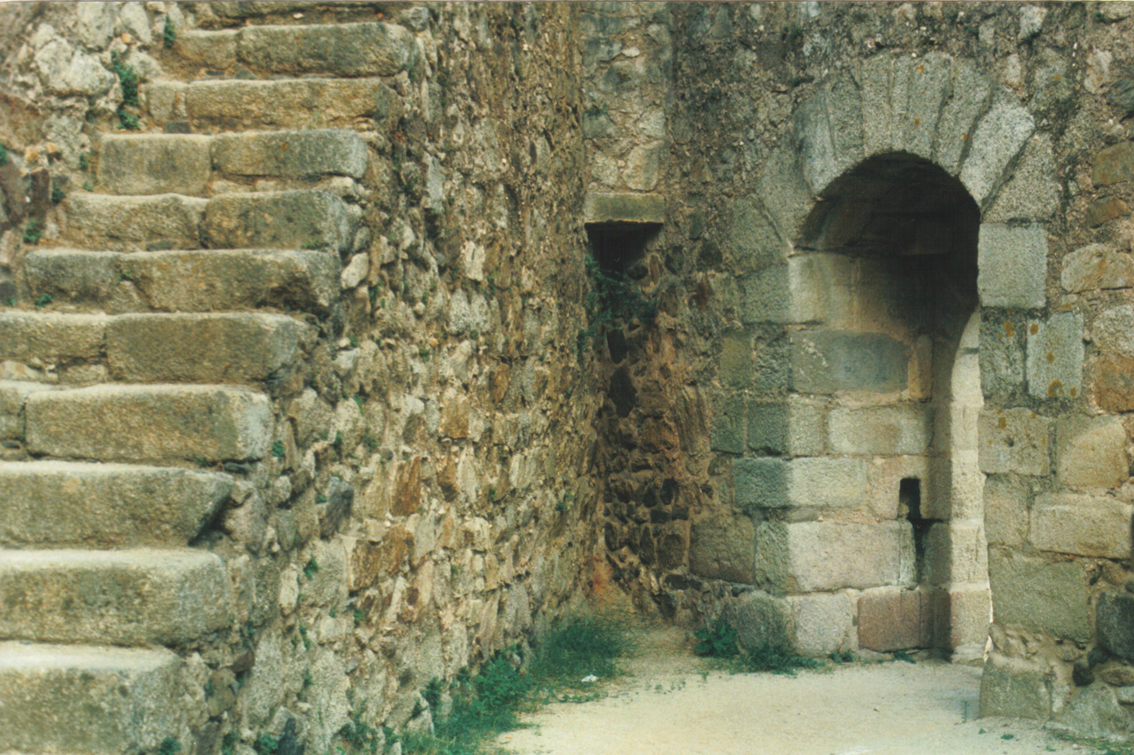
Entrée du château, vue de l'intérieur.

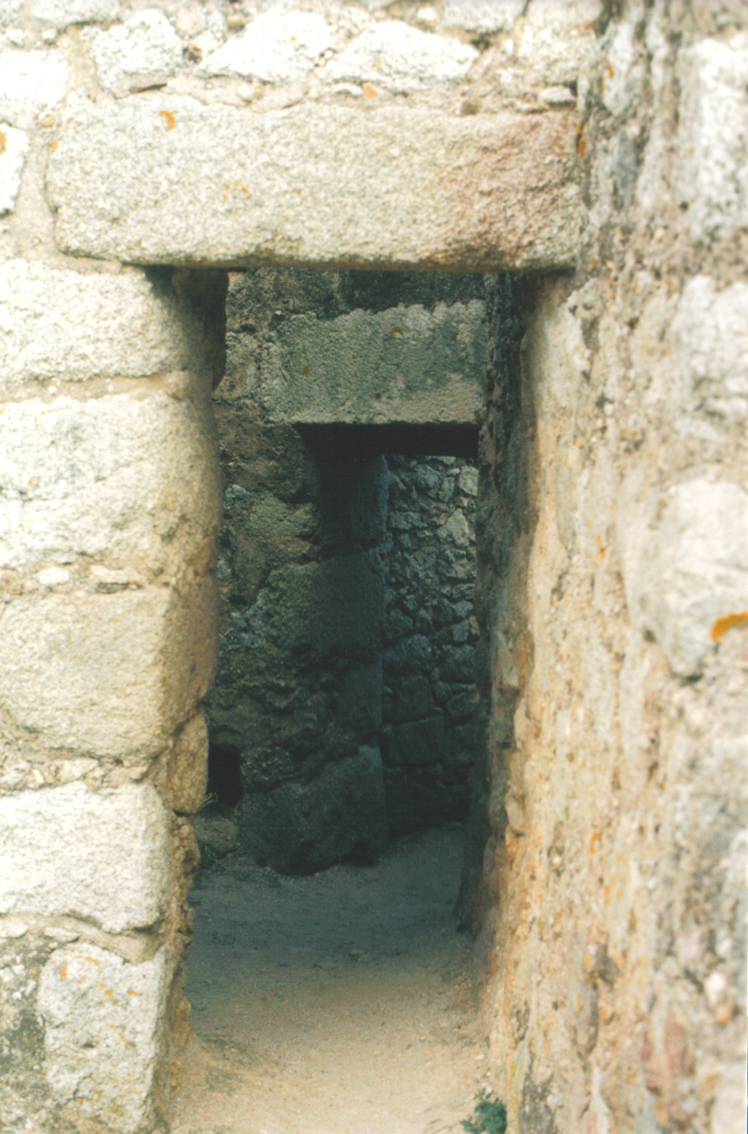
Passage reliant plusieurs sections du château.

Le site a été confié aux chevaliers de l'ordre du Temple qui en ont fait une base pour leurs opérations entre le Mondego et le Tage. Comme ils étaient également chargés de la protection de  Coïmbra, la capitale d'alors, le château a été reconstruit et les éléments architecturaux qu'ils y ont apportés sont toujours visibles à ce jour.
Grâce à une épigraphe placée sur la porte principale, on sait que la reconstruction a été achevée en 1171, soit deux ans après la construction du château de Tomar. Il existe de nombreux points communs entre ces forteresses qui appartiennent au même style d'architecture militaire templière. Les deux châteaux sont construits selon une disposition quadrangulaire. Les remparts sont protégés par neuf tours circulaires et il y a également une tour servant de prison au centre de la structure.
Les dernières caractéristiques représentent deux innovations à l'architecture militaire portugaise apportées par les templiers. La prison qui n'apparaît à Tomar qu'au XIe siècle et qui représente le dernier rideau de défense templier, est inhabituelle dans les châteaux de la même époque. La tour prison du château d'Almourol possède trois niveaux et a été largement modifiée au long des siècles, même si elle garde d'importants témoignages de son architecture première. D'un autre côté, la conception de murs avec des tours de taille équivalente sur les côtés est une caractéristique apportée par les templiers dans la péninsule Ibérique.
Lorsque l'ordre du Temple fut dissous, les châteaux d'Almourol et de Tomar furent donnés à un nouvel ordre, l'ordre de la chevalerie de Notre Seigneur Jésus-Christ, aussi appelé ordre du Christ, fondé le 14 mars 1319.

## Abandon et renaissance du château

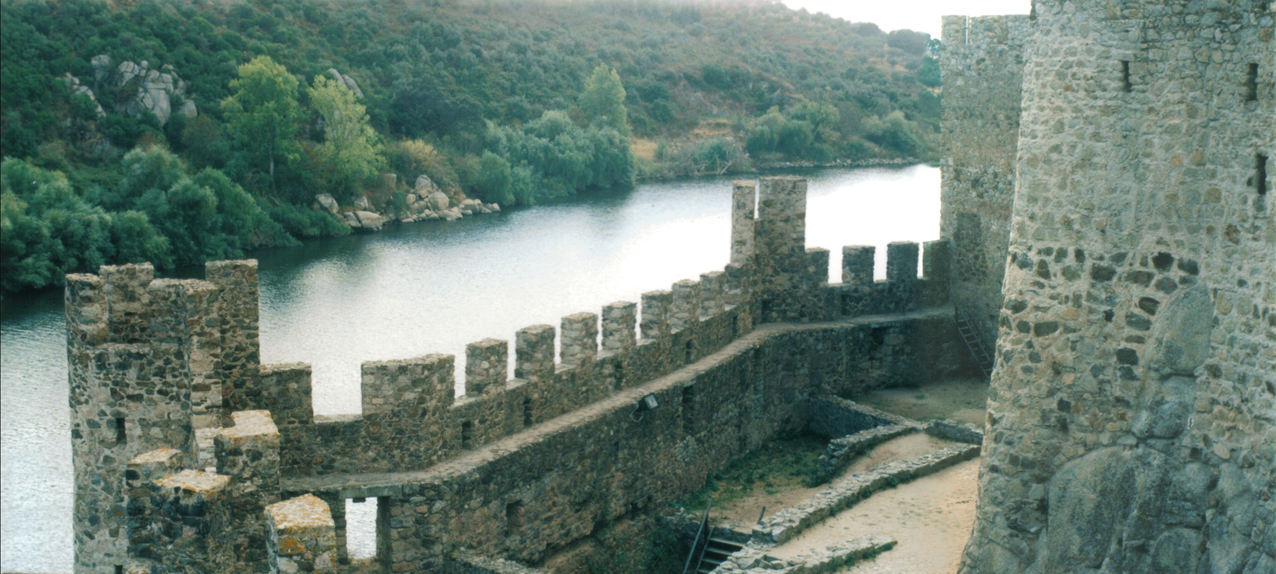
Vue du Tage depuis le château.

L'ordre du Temple étant dissous et la Reconquista achevée, le château d'Almourol tomba dans l'oubli. Au cours du XIXe siècle, il fut repensé en suivant un idéal chevaleresque et romantique du Moyen Âge. La plupart des éléments d'origine ont été détruits dans le but de créer un monument médiéval emblématique mais sans aucun témoignage réel de son passé.

## Le château auXXesiècle
Au cours du XXe siècle, le site a été remanié pour devenir une résidence officielle de la république. D'importantes rénovations ont été menées durant les années 1940 et 50 et eurent lieu dans ce château.

## De nos jours

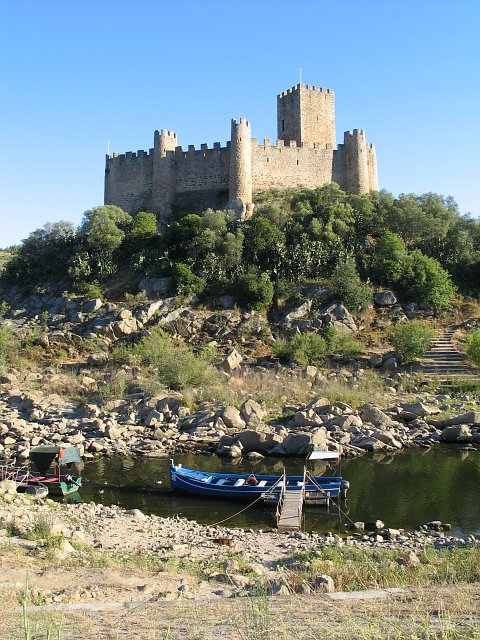

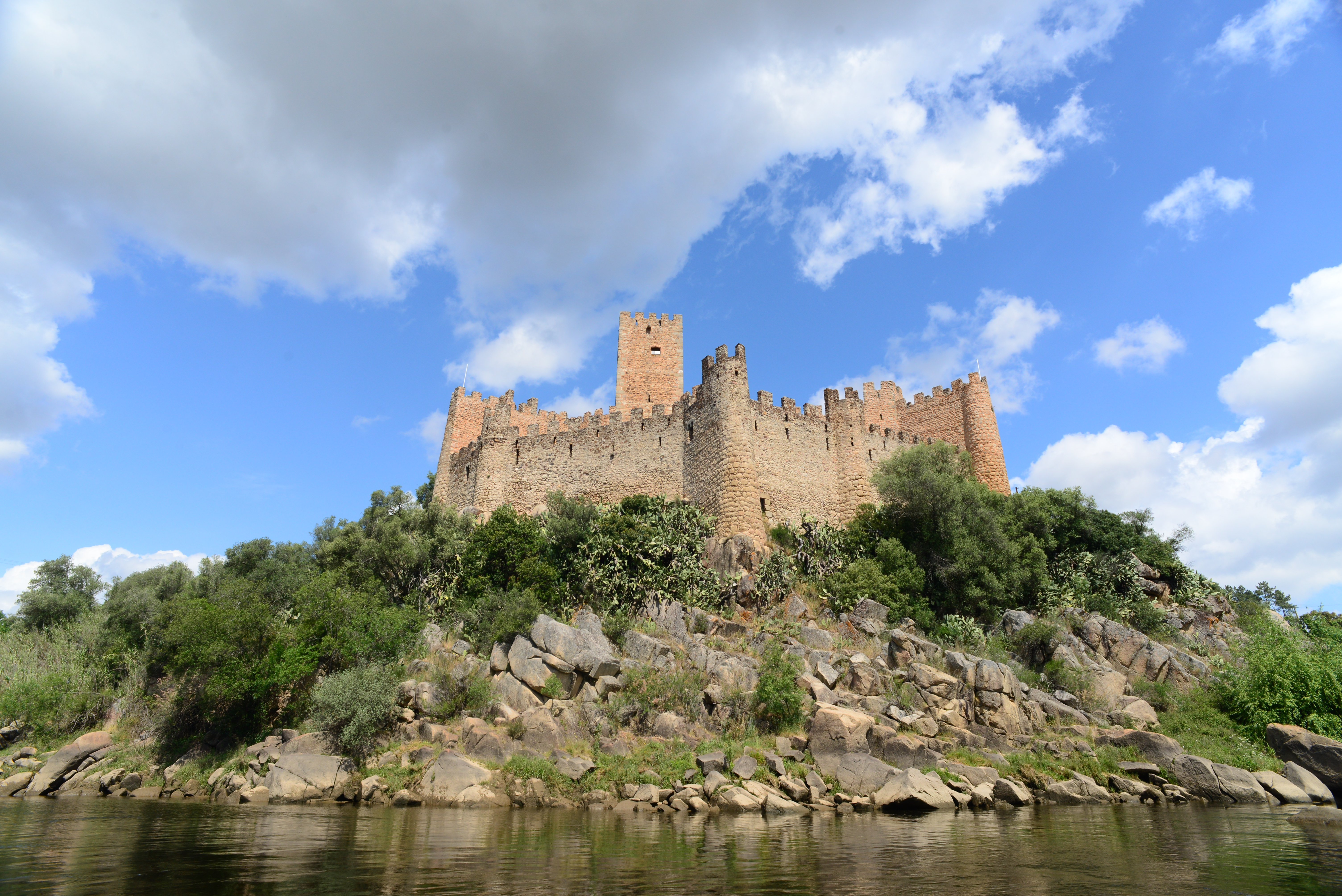
Le chateau d'Almourol. Avril 2017.

Aujourd'hui, le château est en bon état de conservation. Il se trouve sur l'île du fleuve Tage (Ilhota do Rio Tejo) dans la municipalité de Vila Nova da Barquinha et peut être visité gratuitement. Les visiteurs ont juste à payer un prix modique afin d'accéder au site en bateau.